# Тео фон Брокгузен
Тео фон Брокгузен (нім. Theo von Brockhusen, власне Теодор Адольф Гілльман фон Брокгузен; 16 липня 1882, Маргграбові — 20 квітня 1919, Шарлоттенбург) — німецький художник, рисувальник та майстер офорту. Його творчість є проміжною ланкою між імпресіонізмом і експресіонізмом та включає переважно пейзажі.

## Біографія

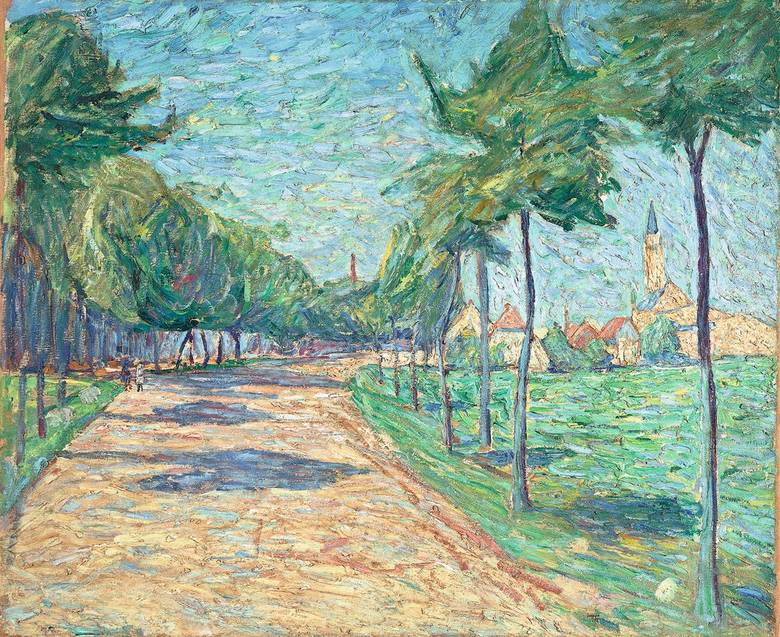
Тео фон Брокгузен: Вид на Ланген (Бранденбург)

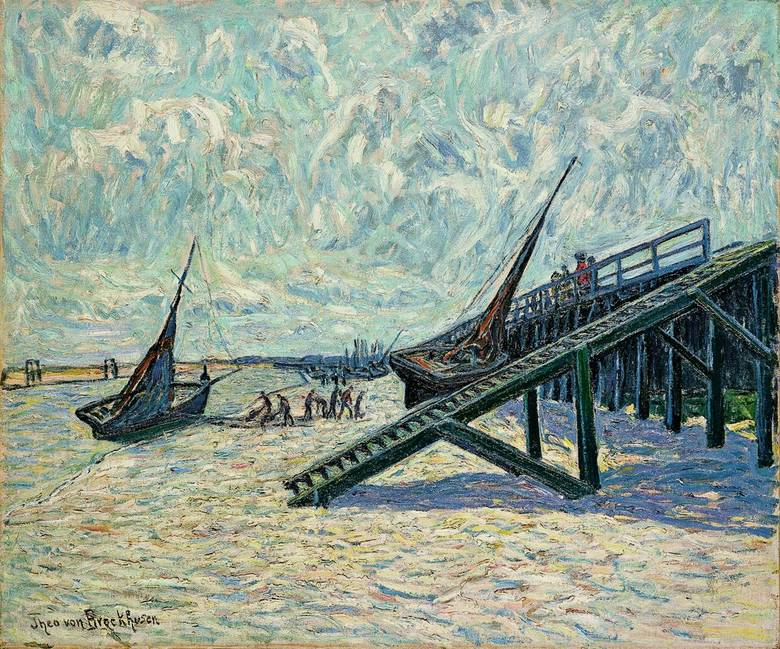
Тео фон Брокгузен: З Ньюпорта"

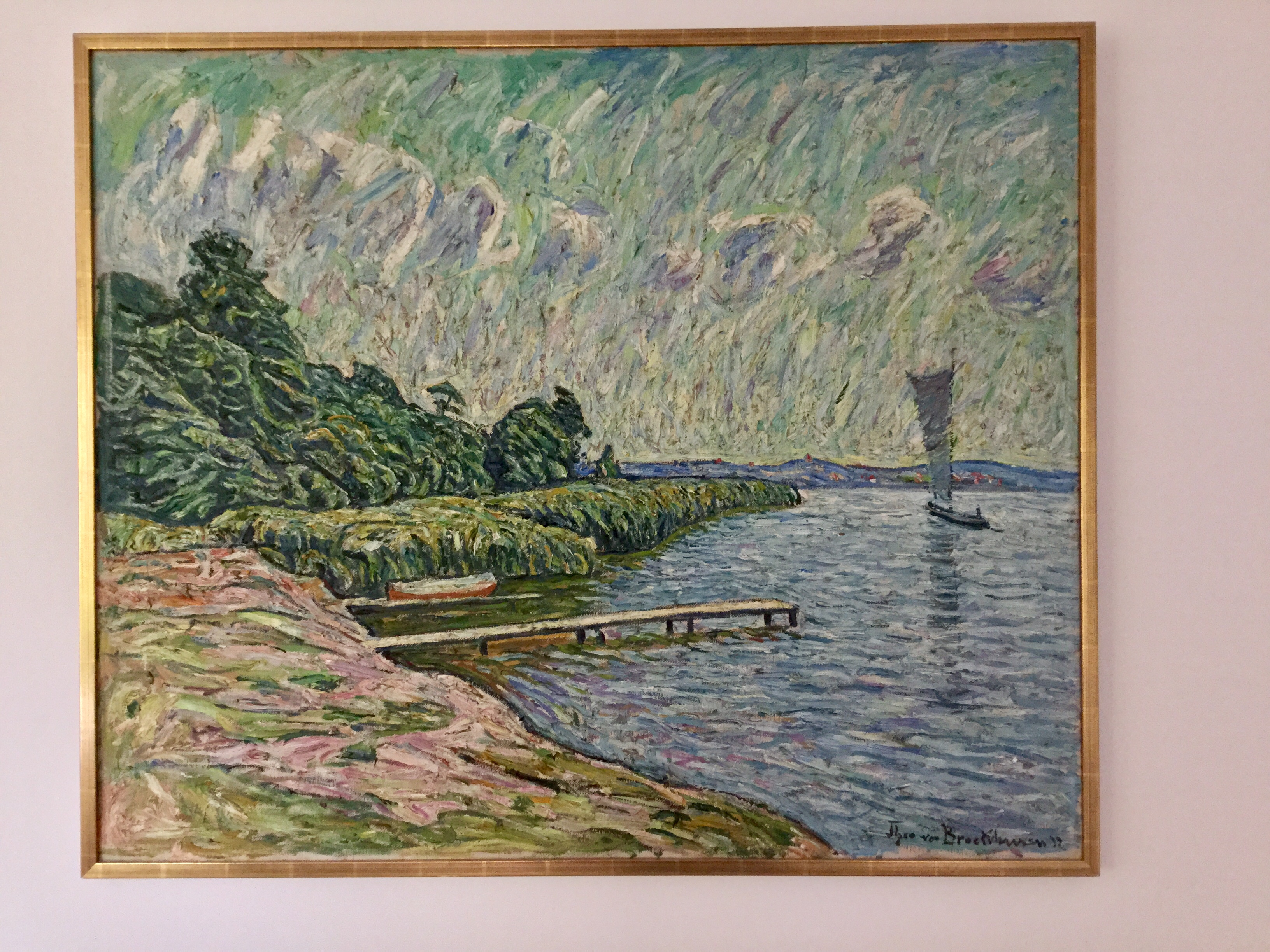
Тео фон Брокгузен: Гавелзее

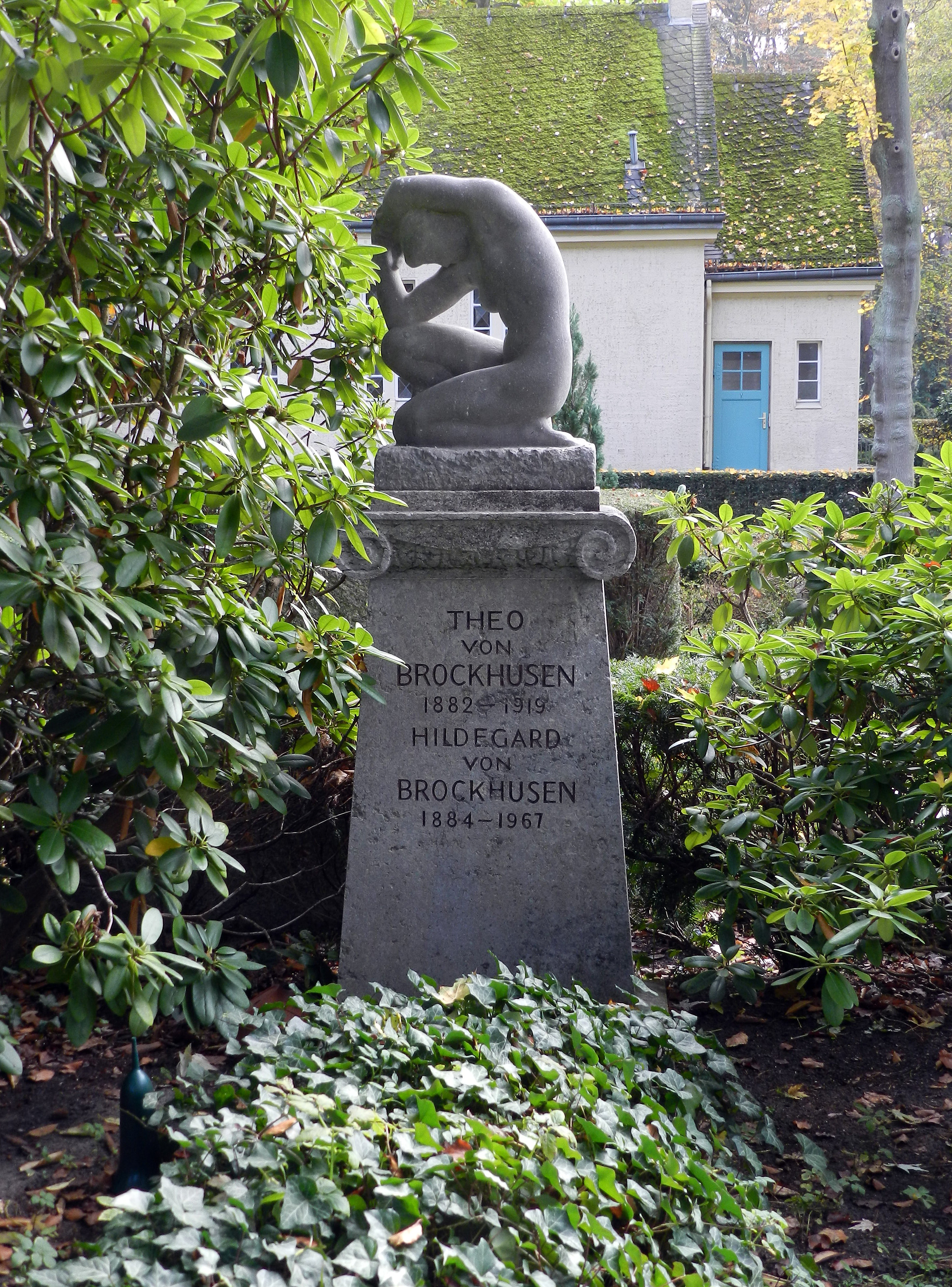
Надгробок

З 1897/98 по 1903 рік Брокгузен вивчав живопис у Макса Шмідта, Людвіга Деттмана та Олофа Єрнберга (1855—1935) в Академії мистецтв у Кенігсберзі. У Східній Пруссії, під впливом Деттмана, він створив свої перші пейзажі на природі. У 1904 році він переїхав до Берліна, де в 1906 році приєднався до Берлінського сецесіону. У це товариство художників він входив до 1913 року, а в 1912/13 роках був членом його правління. Його регулярні виставки в Сецесії супроводжувалися подальшими презентаціями в Дрездені, Дюссельдорфі, Бремені та Ваймарі. Галерист Пауль Кассірер працював з Брокгузеном з 1906 року та підтримував майже безгрошівного художника фінансово. Брокгузен передав майже весь свій доробок Кассіреру, поки не розірвав з ним контракт в 1915 році.
У 1906 році Брокгузен відвідав Париж і Лондон з метою вдосконалення своєї майстерності, а потім відвідав бельгійський морський курорт Кнокке. Повертався сюди також у 1907 і 1908 роках. У 1909 році він побував на північноморському курорті Ніувпорт. Під впливом Макса Лібермана він створює в стилі імпресіонізму картини з пейзажами дюн на бельгійському та голландському узбережжі та з мотивами пляжного життя. З 1907 року він також проводив літні місяці в Баумгартенбрюк на Швіловзее. Пейзажні картини, створені там, а пізніше також у Зелові, варіюють мотиви бранденбурзького пейзажу в зміні часу доби та пір року.
У рік одруження з Гільдеґарт Боте, 1909 року, Брокгузен знову поїхав до Парижа. У наступні роки він інтенсивно займався творчістю Вінсента Ван Гога, від якого перейняв яскраві кольори та виразний мазок і переніс їх на власні картини, створені в Бранденбурзі. Брокгузен здобув визнання в 1910 році, коли був нагороджений мистецькою премією міста Берліна, а потім у 1912 році премією Villa Romana, що дозволило йому в 1913 році провести шість місяців у Флоренції. У цей час створюються пейзажі на релігійну тематику.
Після повернення до Берліна він був одним із членів-засновників Вільної сецесії, членом правління та президентом якої обирався у 1918/1919 роках. З 1914 до 1918 року він також входив до гуртка Клейна-Кюренера в художній колонії Нідден у теперішній литовській Ніді. Крім Брокгузена, до цієї групи входили художники Вальдемар Реслер, Артур Дегнер (1888—1972), Альфред Партиклес (1888—1945) і Франц Домшайт, які створювали пейзажі просто неба під час перебування на Балтійському морі.
Тео фон Брокгузен помер 20 квітня 1919 року у віці 36 років у своїй квартирі в Шарлоттенбурзі на Курфюрстендам, 37 Він похований на євангельському церковному цвинтарі Ніколасзее в Берліні. Надгробок для Брокгузена зі стелою з оголеною жінкою створив скульптор Фріц Клімш.
Брокгузен залишив загалом близько 200 картин, а також декілька малюнків, літографій та офортів. Деякі з його картин знаходяться в публічних колекціях, таких як Фундація державного музею в Берліні, музей Шпренгель у Ганновері, Кільській картинні галереї та в Мистецькому форумі східнонімецької галереї в Регенсбурзі.